# Online-Deliberation
Online-Deliberation unterstützt die Öffentlichkeit mit Internet-Anwendungen beim Abstimmen ihrer Meinung und der Willensbekundung zu politischen Themen. In der deliberativen Demokratie ermitteln freie und gleiche Bürger mit öffentlicher Abwägung die Beste für (möglichst) alle tragbare Lösung politischer Probleme. In der Internet-Standardisierung wird Konsens-basierte Entscheidungsfindung unter dem Begriff „rough consensus“ seit Mitte der 1990er Jahre eingesetzt. Von Bürgern öffentlich untereinander abgestimmte politische Lösungen erhalten so mehr Berechtigung als eine reine Wahl nach Mehrheit. Das Internet erleichtert es, Interessierte einzubinden, und macht so getroffene Entscheidungen sowie den Weg zu ihnen leicht für die Öffentlichkeit nachvollziehbar.

## Begriffsklärung
Online-Deliberation vereinfacht es, die Öffentlichkeit in die politische Meinungsbildung einzubeziehen. Sie folgt dem Modell der „kritischen“ deliberativen Demokratie nach Habermas. Der politische Meinungsaustausch durch die Öffentlichkeit ist die ursprüngliche Berechtigung der demokratischen Entscheidungsfindung. Betrachten Teilnehmende und Gesellschaft die so erzielte Entscheidung als demokratischen Mehrwert, dann hat sie ihr stärkstes Gewicht. Übereinstimmung ist hierbei der Weg, nicht das Ziel. Übereinstimmung ist also nur die Methode, mit der die beste mögliche Entscheidung getroffen wird. Die Übereinstimmung lässt sich nicht erzwingen und wo sie nicht besteht, lässt sich mit dieser Art der Entscheidungsfindung nichts entscheiden.
E-Partizipation ermöglicht der Öffentlichkeit eine Meinungsbildung zu Themen, die von einem Parlament oder einer Verwaltung vorgegeben wird. Online-Deliberation ermöglicht der Öffentlichkeit zusätzlich, eigene politische Themen zu formulieren oder auch über umzusetzende politische Lösungen als gegenüber Verwaltung und Parlament auf Augenhöhe respektierter Interessenverband der Öffentlichkeit mit zu entscheiden. Online-Deliberation ist ihrerseits Teil der politischen Online-Meinungsbildung. Politische Online-Meinungsbildung umfasst jede Art politischer Diskussion im Internet, wie sie etwa auch in sozialen Medien stattfindet. Politische Online-Meinungsbildung verfolgt nicht die Ziele der Online-Deliberation, ist keine Form deliberativer Demokratie und beansprucht das auch nicht.
LiquidFeedback und die isländische Plattform „My neighborhood“ unterstützen Meinungsbildung durch die Öffentlichkeit. Beide erfordern keine Moderation und entscheiden mit Mehrheitsstimmrecht. Eine abwägende Meinungsbildung findet nicht oder mit einem anderen Ablauf statt.

## Ziele
Demokratische Bürger fordern mehr politische Gestaltungsmöglichkeiten. Politiker und Verwaltung beziehen Bürger in Entscheidungen ein, um deren Qualität zu verbessern und ihnen so mehr Berechtigung zu geben. Vorteilhafte Ergebnisse einer gemeinsamen abwägenden Lösungsfindung durch alle Teilnehmenden stärken deren demokratisches Verständnis und damit die Demokratie selbst. Die Bürgerschaft, die kommunale Angelegenheiten mitgestaltet, bildet den Ursprung der Demokratie bis zurück ins Altertum. Wie die Bürgerbeteiligung insgesamt wenden sich am Anfang des 21. Jahrhunderts viele Online-Deliberation Anwendungen an thematisch, regional oder kommunal begrenzte Nutzergruppen. Online-Deliberation ist zu diesem Zeitpunkt über die ersten Schritte hinaus, aber trotzdem noch im Entwicklungsstadium. Die Erwartungen der beteiligten Gruppen sind hoch. Die Möglichkeit, Missverständnisse auszuräumen und Verbesserungen in Abläufen umzusetzen steigt durch geteiltes und etwa gleiches örtliches und thematisches Wissen aller Teilnehmenden. Überschaubare Gruppen lösen ihre Konflikte und treffen ihre bedeutenden Entscheidungen leichter auf der ergänzend zur Online-Deliberation notwendigen Ebene persönlicher Treffen. Persönliches Zusammenkommen mit Online-Teilnehmenden holt diese aus der Anonymität.
Die Online-Deliberation ergänzt notwendige Bausteine der Meinungsbildung durch die sich beratende Bürgerschaft, die ohne sie nur schwer umsetzbar sind:
- Gleichberechtigter, bequemer Zugang der Teilnehmenden
- Offenheit des Meinungsaustauschs
- Abwägen eigener Antworten ohne Zeitdruck,
- Öffentlich sichtbare Meinungsbildung zu Inhalten
- Moderation sichert eine lösungsorientierte Meinungsbildung
- Einfacher Zugang zu umfangreichen öffentlichen Informationen
- Archiv für Inhalte, Äußerungen und Stand der erreichten Lösung
- Unter den Teilnehmenden vereinbarte Datenhoheit und Datenschutz.[9]
- Quelloffenheit der Werkzeuge (Open Source Software)
- Entwicklung und Pflege der Online-Deliberation als öffentliche Aufgabe
- Verbesserte Ergebniswirkung weil Online abgestimmte Lösungen für den größten möglichen Teilnehmerkreis beeinfluss- und nachvollziehbar sind.

## Erleichterte Umsetzung durch thematische Begrenzung
Breit geteiltes Wissen zu einem Problem und den Ansätzen zu seiner Behebung erlaubt es gemischten, gleichberechtigten und gleichwertigen Teilnehmenden eine Lösung abzustimmen. Bei Online-Deliberation zur Lösung technischer Probleme diskutieren zunächst Fachexperten je Spezialgebiet. Politisch wird die Diskussion auf Augenhöhe leichter, wenn Bewohner eines Viertels oder einer Stadt ihre eigenen Angelegenheiten regeln. Auf Städte, Viertel und Gemeinden bezogen ist die politische Online Deliberation einfacher anwendbar:
- Ob Meinungen und deren Autoren Bezug zu einem vor Ort haben, ist für Teilnehmende einfacher erkennbar.
- Angebliches „Geheimwissen“ unterliegt schnell hohem Transparenzdruck.

Auf regionaler und nationaler Ebene ist geteilte Problemkenntnis in einem großen Teilnehmerkreis seltener.

## Kritik
Der Widerspruch zwischen möglichst repräsentativer Beteiligung und einer Meinungsbildung basierend auf gleichwertigen Beiträgen auf Augenhöhe lässt sich nicht auflösen. Lehnt man deliberative politische Meinungsbildung zu regionalen oder nationalen Problemen an Online-Deliberation im technischen Bereich an, dann sollten zunächst nur Menschen mit unterschiedlichen Sichtweisen, aber vergleichbarer Wissenstiefe diskutieren. Deren gemeinsam erreichtes Ergebnis wird vor einer abschließenden Festlegung einer breiteren Diskussion unterzogen, einem Blick aus anderen Winkeln also. Die Technik-bezogene Online-Deliberation zur Internet-Standardisierung verläuft in diesen Schritten. Ob auf diesem oder einem anderen Weg: hier bestehen sich widersprechende Ziele. Die Auflösung dieses Widerspruchs erfordert wiederum Übereinstimmung zwischen den Teilnehmenden an der Online Deliberation.
Nicht exakt festlegbar ist auch die Frage, wann Konsens besteht. Lösungsansätze aus langjähriger Erfahrung bestehen und erkennen an, dass es schwer sein kann, Konsens festzulegen. Idealerweise gibt es zu einem deliberativ abgestimmten Lösungsvorschlag keine Einwände mehr. Bestehen mehrere Lösungsvorschläge, wäre der zu wählen, mit dem die überwiegende Mehrheit Leben kann. Politische Entscheidungen einer Mehrheit auf Kosten einer Minderheit dürfen nicht ausgrenzend sein. Der Minderheit muss spürbar entgegengekommen werden (Beispiele wären mit den Betroffenen abgestimmter, spürbarer und wirklich durchgesetzter Lärm- und Abgasschutz oder auch eine Beteiligung an wirtschaftlichen Gewinnen bei Baumaßnahmen aller Art, die örtlich zu hohen oder sich steigernden Belastungen von Anwohnern führen).
Online-Deliberation darf nicht anonym bleiben. Persönliche Kenntnis der Handelnden untereinander fördert den gegenseitigen Respekt. Zudem ersetzt Online Deliberation persönliche Treffen nicht. Oft lassen sich Lösungen bis auf einen oder wenige Knackpunkte abstimmen. Online Deliberation ermöglicht es aber, verschiedene Sichtweisen vor einem persönlichen Treffen auszuformulieren, so dass sie vor einem solchen Treffen bekannt sind. Schwierige einzelne Punkte sind bei öffentlichen persönlichen Treffen und bei unter allen Teilnehmenden vorhandenem Willen zur Einigung oft lösbar.

## Beispiele
- Consul (Madrid), Englisch – Meinungsbildung für kommunale politische Entscheidungen.
- Decidim (Barcelona), Englisch – Meinungsbildung für (unter anderem) kommunale politische Entscheidungen. Die Stadt Barcelona setzt etwa 90 % der abschließenden Entscheidungen der Bürger mit einem Budget von über 50 Millionen Euro um.[12]  Mehr als zwei drittel der kommunalen Entscheidungen sollen 2020 auf Decidim zurückgehen.[13] Decidim wird weltweit von 40 Kommunen eingesetzt[14].
- Civocracy – bietet eine Cloud-basierte Anwendung, die nicht quelloffen ist.
- Decidim Berlin, ein Pilotprojekt.